# Wish Bone
Wish Bone, pseudonimo di Charles C. Scruggs Jr. (Cleveland, 17 febbraio 1975), è un rapper statunitense, membro dei Bone Thugs-N-Harmony. È conosciuto anche come Straight Jacket e Big Wish.

## Con i Bone Thugs-n-Harmony
Wish Bone è il cugino di Steven "Layzie Bone" Howse e Stanley "Flesh-N-Bone" Howse. Nonostante gli altri membri del gruppo abbiano avuto successo da solista, lui è rimasto in disparte. Egli ha un figlio chiamato Charles "Lil' Wish" Scruggs III, e una moglie di nome Minnie. Ha partecipato all'album Mo Thugs Family e ha fondato la ThugLine Records insieme a Krayzie Bone.

## Da solista
Wish Bone ha recentemente dichiarato in alcune interviste radiofoniche che pubblicherà un album da solista. Si supponeva che il suo album sarebbe uscito quasi 10 anni fa con il nome Wishmaster. Charles ha fatto alcune partecipazioni negli album da solista di Krayzie Bone, come in Bone Brothers, e nelle tracce "Parlay With a Hustla" e "Everyday". I rumori sul suo album da solista dicono che il titolo dell'album sarebbe "Heaven Or Hell"